# Schachgemeinschaft Leipzig

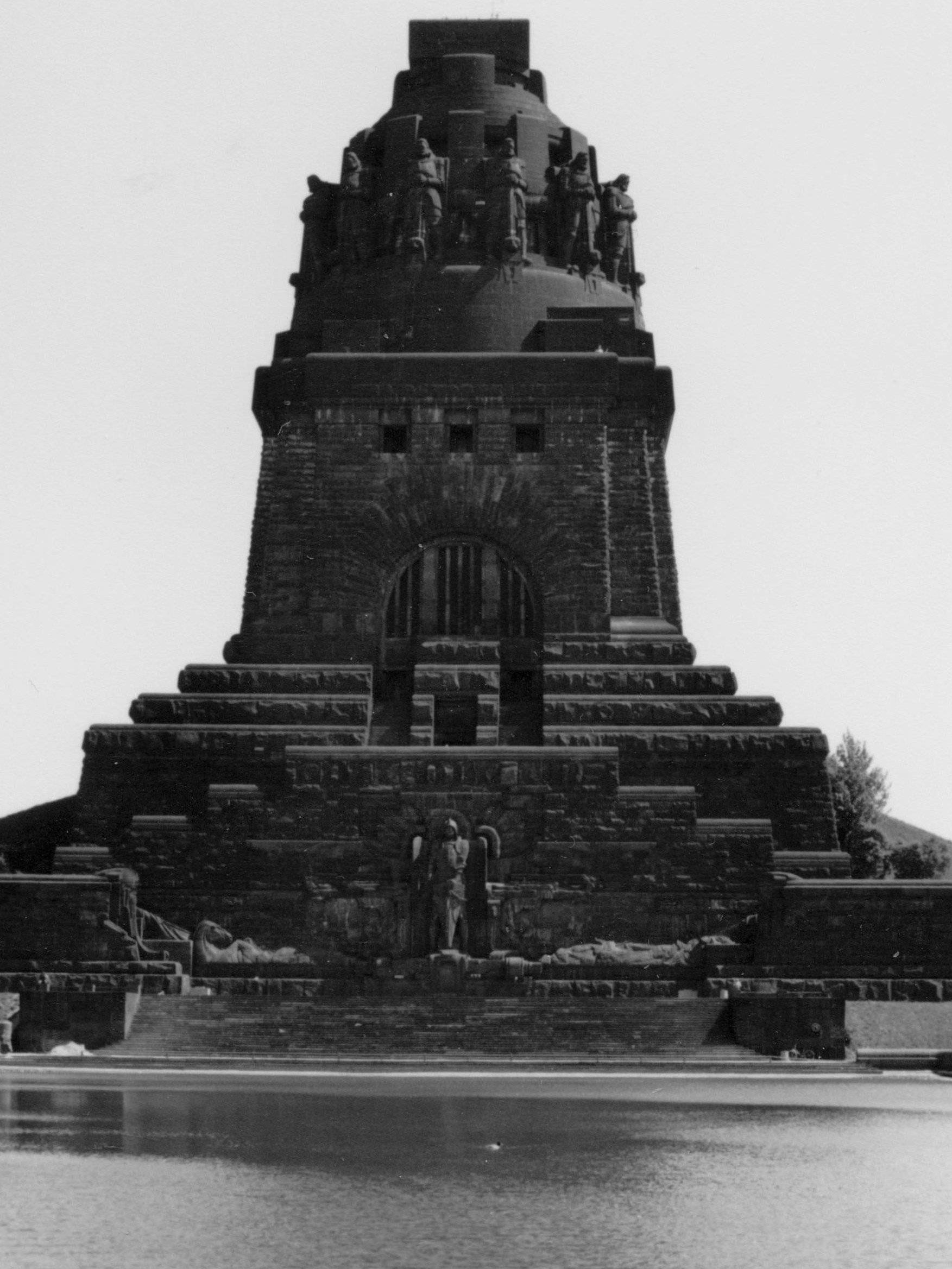
Völkerschlachtdenkmal, Symbol für die Schlacht der Völker auf dem Schachbrett, wie bei der Schacholympiade 1960 in Leipzig

Die Schachgemeinschaft Leipzig war der erfolgreichste Schachverein der DDR und wurde nach der deutschen Wiedervereinigung aufgelöst. Es gibt keinen Nachfolgeverein.

## Abgrenzung zurSchachgemeinschaft Leipzig e.V.
Die im Jahr 2011 neu gegründete Schachgemeinschaft Leipzig e.V. entstand als Fusion der nach 1990 verbliebenen beiden stärksten Schachvereine Leipzigs, des Schachclubs Leipzig-Gohlis und der Schachsektion des Sportvereins Lokomotive Leipzig-Mitte. Etliche Mitglieder des früheren DDR-Vereins Schachgemeinschaft Leipzig spielten später bei dem 2011 neu gegründeten Verein. In einer Mitgliederabstimmung entschied sich die überwältigende Mehrheit für das Wiederaufleben des Namens Schachgemeinschaft Leipzig.

## Historie des DDR-VereinsSchachgemeinschaft Leipzig

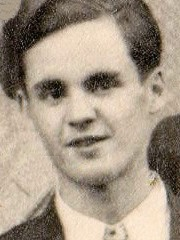
Helge Kildal 1949

Die Schachgemeinschaft Leipzig wurde am 1. Dezember 1967 gegründet. Vorstand des Schachvereins war ab Gründung der Schachfunktionär Helge Kildal.
Im Jahr 1983 wechselte die Schachgemeinschaft Leipzig ihren Namen. Die BSG des Baukombinats übernahm 1983 die Schachgemeinschaft Leipzig als 13. Sektion in ihre Reihen. Neuer Name wurde ab 1. Juli 1983 BSG Baukombinat Leipzig bis zur Wende.
Manfred Schöneberg war seit 1958 Mitglied der Vorgängervereine. Er schreibt: "Als Kind bin ich am 3. Oktober 1958 Mitglied im Sportclub Rotation Leipzig geworden. Später am 1. Januar 1965 wurden wir eine Sektion des Sportclubs Leipzig. Am 1. Dezember 1967 wurden wir als Schachgemeinschaft Leipzig selbständig und unterstanden direkt der Stadt Leipzig, Abteilung Kultur.
Am 1. Juli 1983 erfolgte dann der Namenswechsel zur BSG Baukombinat Leipzig. Da das Baukombinat Leipzig nach der Wende aufgelöst wurde, hörte auch die Sektion Schach auf zu existieren. Die Spieler schlossen sich anderen Leipziger Vereinen an, zu großer Zahl an die beiden Spitzenvereine Lok Mitte und SC Gohlis."
Es gab also vier Phasen:
- Die Schachgemeinschaft bildete in der DDR eine Phase im Wirken des Leipziger Schach-Leistungszentrums (SCL). Initiiert wurde der Zusammenschluss starker Spieler (später auch Spielerinnen) von Herbert Grätz, Turnierdirektor der Schacholympiade 1960 in Leipzig, nach Gründung solcher Zentren in Berlin, Dresden und Halle. In die Mannschaftskämpfe stiegen die Leipziger Amateur-Leistungssportler 1956 als Sektion Schach des Sportclubs Rotation Leipzig. Im November 1959 fand ein Simultankampf von Mark Taimanow gegen den SC Rotation statt.[4] Weil aus diesem Club der Sportclub Leipzig entstand, ergab sich für die Schachsektion eine zweite Phase.
- Als Schach nicht mehr zu den geförderten Olympiadisziplinen der DDR zählte, schied die Sektion aus dem SCL aus und wurde nunmehr als Schachgemeinschaft Leipzig von der Stadt unterstützt (Gegenleistung: Betreuung einer Park-Spielstätte), bis sie sich der BSG Baukombinat Leipzig anschloss. Trainer aller Etappen waren in chronologischer Reihenfolge: Martin Schiffer, Bernhard Dorawa, Heinz Rätsch, Rainer Tröger.
- Alle vier Phasen bis zum Ende der DDR bestritt der annähernd gleiche Spielerstamm, natürlich mit Zuwachs und Fluktuation. Geändert hat sich nur die organisatorische Anbindung, nie der Zweck (Kräftekonzentration und Leistungsförderung).

### Erfolge

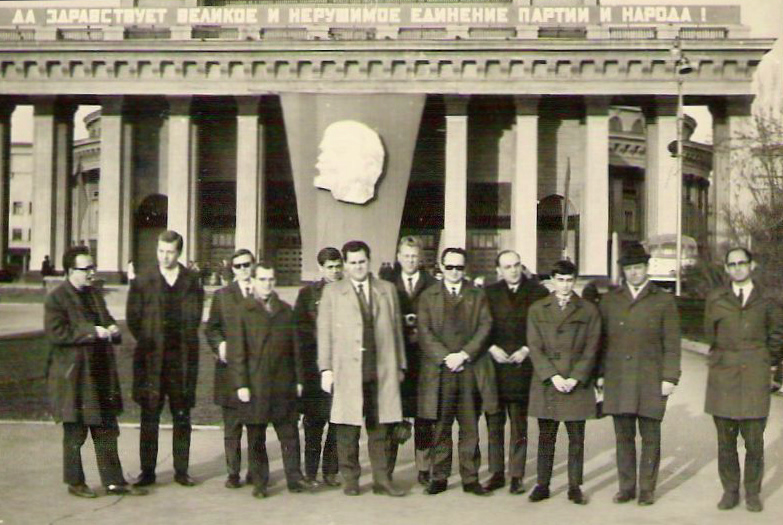
SG Leipzig, 1968 vor Oper Nowosibirsk

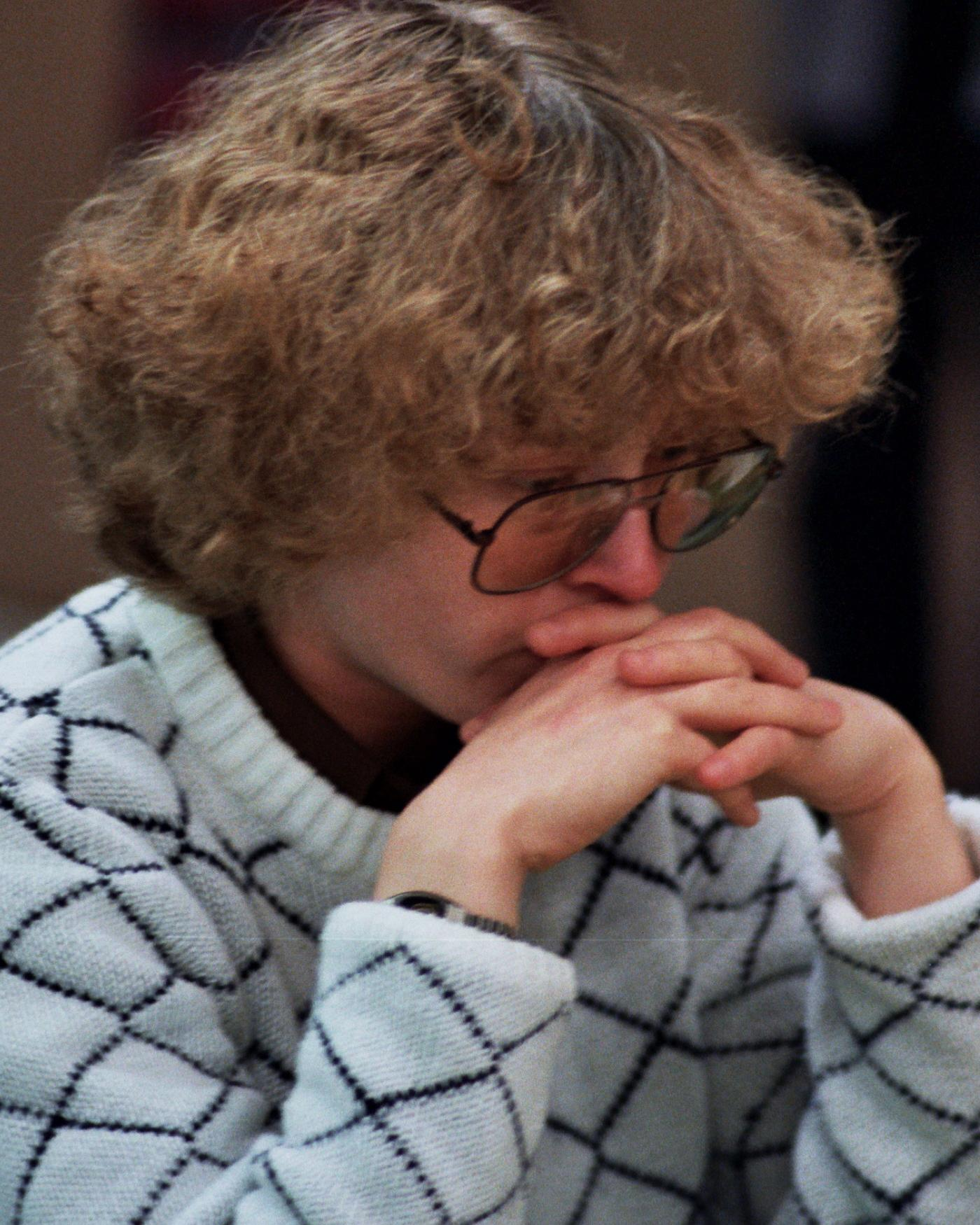
Petra Feustel (1982)

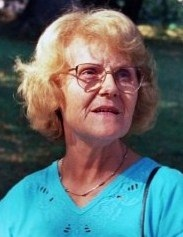
Hildegard Richter (1992)

Ende der 60er bis Anfang der 80er Jahre hatte der Verein seine größten Erfolge, sowohl national als auch international errungen. Bei der Europa-Mannschaftsmeisterschaft 1970 in Kapfenberg spielten folgende Mitglieder der Schachgemeinschaft für die DDR: Hennings, Vogt, Schöneberg und Neukirch.
Im Jahr 1968 wurde die Schachgemeinschaft Leipzig erster Meister der neu gegründeten Sonderliga, die nur aus vier Mannschaften bestand. Spieler der damaligen Meistermannschaft waren (in alphabetische Reihenfolge): Manfred Böhnisch, Gottfried Braun, Ullrich Brümmer, Manfred Müller, Detlef Neukirch, Wolfgang Pietzsch, Bernd Schmitz, Manfred Schöneberg, Lothar Vogt und Bernd Weber.
Spieler der Schachgemeinschaft wurden 1968 in die Wissenschaftlerstadt Akademgorodok, einem Stadtteil von Nowosibirsk eingeladen, trugen zwei Mannschaftskämpfe aus und durften die Stadt besichtigen. Es wurde jeweils an 10 Brettern gespielt. In Summe endete der Wettkampf unentschieden.
13 Mal gewann der Verein die Mannschaftsmeisterschaft der DDR.
- Von 1968 bis 1982 als Schachgemeinschaft Leipzig, und zwar 1968, 1970, 1971, 1972, 1973, 1976, 1977, 1981 und 1982.
- Von 1983 bis 1989 als Betriebssportgemeinschaft des Baukombinats Leipzig, und zwar 1983[8], 1984, 1985[9] und 1989[10].

Acht Mal gewann der Verein die Blitz-Mannschaftsmeisterschaft der DDR.
- Von 1968 bis 1979 als Schachgemeinschaft Leipzig, und zwar 1968, 1969, 1970, 1973 und 1979.
- Von 1984 bis 1989 als Betriebssportgemeinschaft des Baukombinats Leipzig, und zwar 1984, 1985 und 1989.

DDR-Einzelmeister wurden Manfred Schöneberg (1972), Rainer Knaak (1974, 1978, 1982, 1983, 1984), Lothar Vogt (1977, 1979), Raj Tischbierek (1987, 1990) und Thomas Pähtz (1988, 1990).
Die DDR-Meisterschaft der Frauen gewann Petra Feustel in den Jahren 1974, 1976 und 1977.
DDR-Blitzmeister wurden Manfred Schöneberg (1969, 1972), Artur Hennings (1970), Thomas Pähtz (1982, 1983) und Thomas Casper (1986).
Bei der Schacholympiade 1972 in Skopje spielten Rainer Knaak, Manfred Schöneberg und Lothar Vogt für die Mannschaft der DDR.

### Mitglieder (Auswahl)

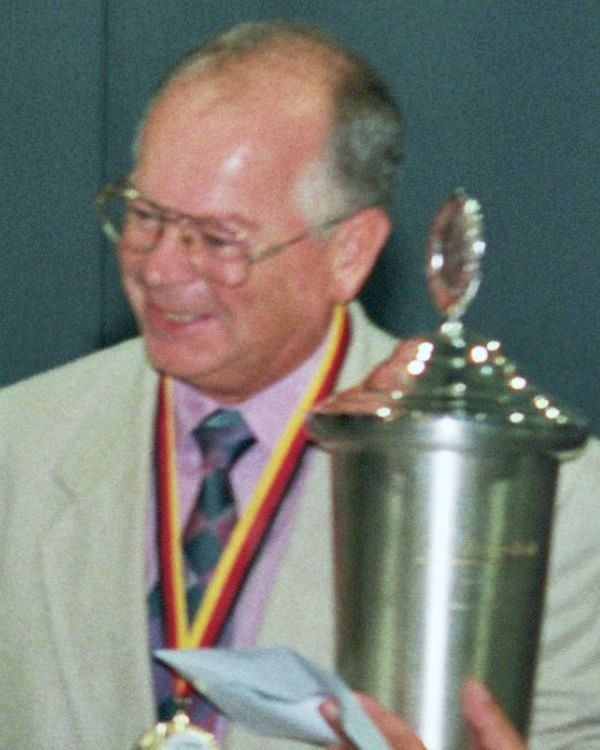
Gottfried Braun (1995)

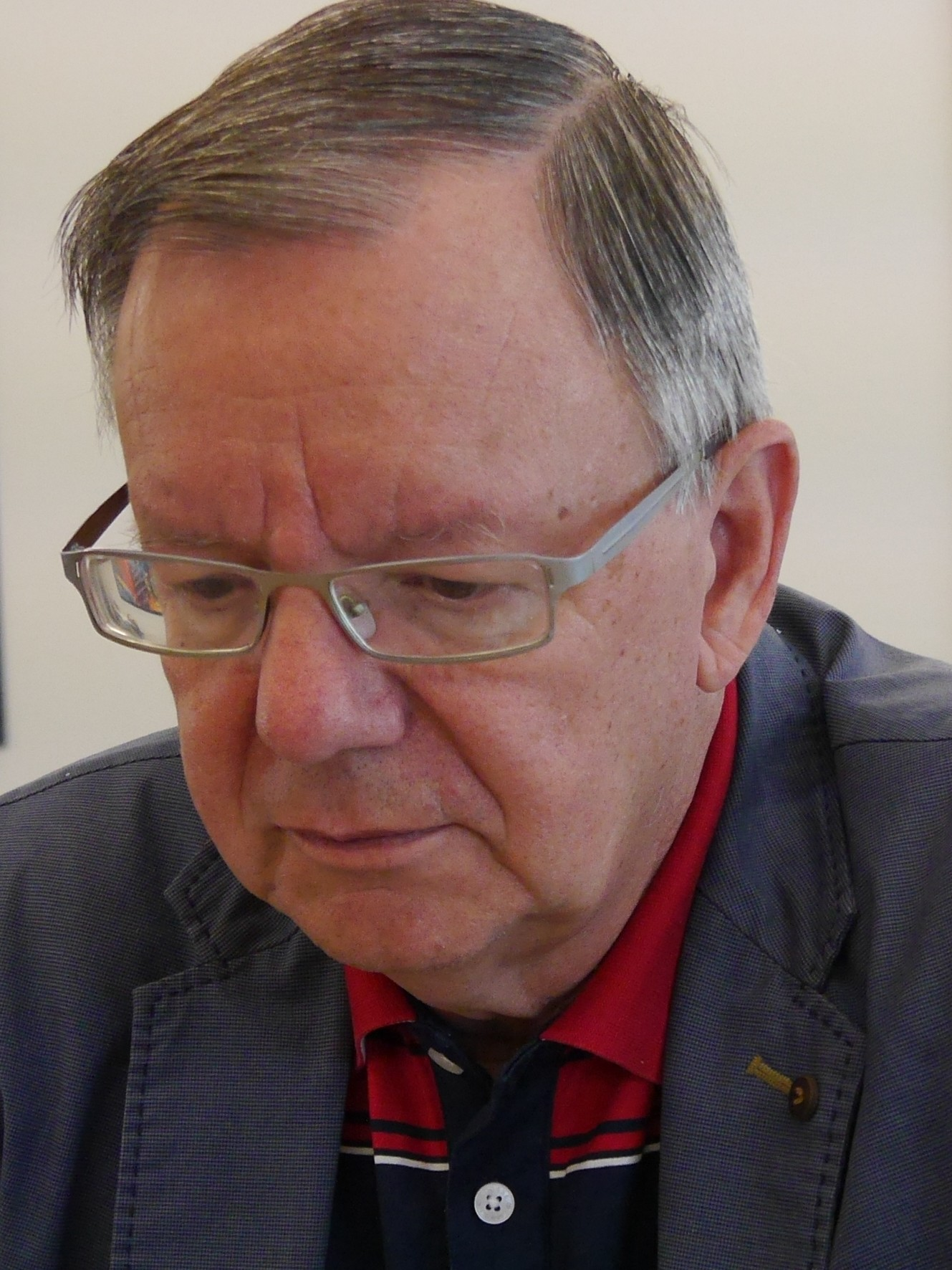
Manfred Schöneberg (2016)

Unter anderen hatte die Schachgemeinschaft und ihre Vorläufer in Leipzig folgende Mitglieder. Einige nahmen an der Ostzonenjugendmeisterschaft 1949 teil, wie Helge Kildal und Lothar Kleine.
- Heinz Böhlig
- Gottfried Braun
- Thomas Casper
- Sieghart Dittmann
- Petra Feustel
- Joachim Franz
- Wolfram Heinig
- Artur Hennings
- Helge Kildal
- Lothar Kleine
- Rainer Knaak
- Lutz Müller
- Detlev Neukirch
- Thomas Pähtz
- Wolfgang Pietzsch
- Heinz Rätsch
- Hans Hubert Rautenstrauch
- Hildegard Richter
- Manfred Schöneberg
- Raj Tischbierek
- Lothar Vogt
- Bernd Weber
- René Wendt